# New York Philharmonic

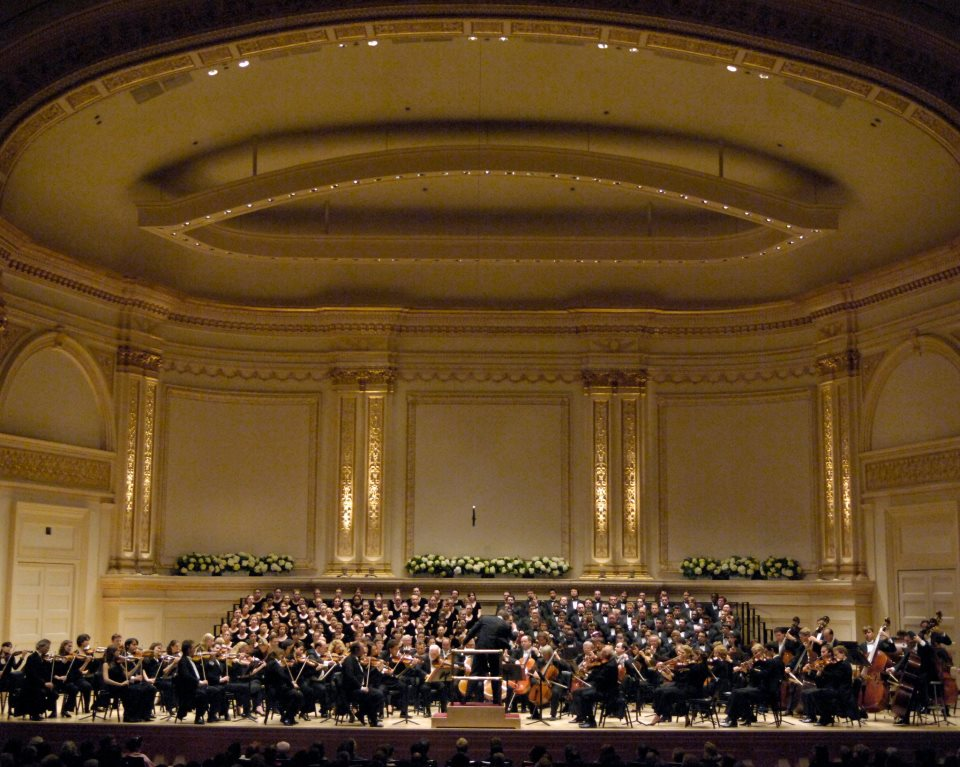
La New York Philharmonic in concerto con il Westminster Symphonic Choir nel 2013

La New York Philharmonic, conosciuta ufficialmente come Philharmonic-Symphony Society of New York e universalmente come New York Philharmonic-Symphony Orchestra o New York Philharmonic Orchestra, fondata nel 1842, è la più antica orchestra attiva negli Stati Uniti. Ha sede a New York, tiene la maggior parte dei suoi concerti alla Philharmonic Hall (poi intitolatasi Avery Fisher Hall e ora ribattezzata David Geffen Hall) nel Lincoln Center for the Performing Arts ed è sempre stata considerata una della migliori orchestre sinfoniche del mondo.
Da più di quattro decenni è la più antica tra le altre istituzioni sinfoniche statunitensi in attività ed è una delle più antiche del mondo. Ha dato il suo concerto numero 14.000 nel dicembre del 2004 e ha realizzato quasi duemila registrazioni discografiche.

## Storia dell'orchestra

### Fondazione e primo concerto, 1842
L'orchestra fu fondata nel 1842 dal direttore e violinista statunitense Ureli Corelli Hill (1802-1875) come Philharmonic Society - la terza filarmonica sul suolo statunitense a partire dal 1799 - con il dichiarato proposito di contribuire al progresso della musica strumentale. Il primo concerto della filarmonica, il 7 dicembre 1842, ebbe luogo nella Apollo Rooms, nella zona bassa di Broadway, davanti ad un pubblico di seicento persone. Il concerto iniziò con la sinfonia n. 5 di Ludwig van Beethoven (la seconda esecuzione di quest'opera a New York), diretta dallo stesso Ureli Corelli Hill. Altri due direttori, il tedesco Herny Christian Timm e il francese Denis Etienne, si alternarono nell'esecuzione del restante lungo (tre ore) e vario programma, che includeva brani di Hummel e Weber, musica da camera e varie selezioni da opere liriche, affidate alla principale cantante del momento, com'era prassi all'epoca. I musicisti operavano come una società a livello di cooperativa, decidendo tramite votazioni a maggioranza questioni come chi ammettere come membro, quale musica suonare e chi tra loro avrebbe diretto. Alla fine della stagione, i proventi dell'attività venivano ripartiti tra i membri. Ureli Corelli Hill fu il primo presidente della società.

### LaNonadi Beethoven, per una nuova sede, 1846
Dopo solo una dozzina di esecuzioni pubbliche e appena quattro anni di vita, la New York Philharmonic organizzò un concerto con lo scopo di raccogliere fondi per una nuova sala da concerto. Il pezzo forte della serata fu la prima esecuzione statunitense della nona sinfonia di Beethoven, presso il Castle Garden, nell'angolo sud di Manhattan. Più di quattrocento strumentisti e coristi furono messi insieme per questa prima. Le parti corali furono tradotte in inglese (fu la prima del mondo in quella lingua). Sfortunatamente, l'alto costo del biglietto (due dollari) e manifestazione contro la leva militare nei quartieri alti della città tennero lontani molti potenziali spettatori e la costruzione della nuova sala dovette attendere. Sebbene fosse giudicata da alcuni un lavoro disomogeneo, con tutta quella massa corale tenuta a bada e utilizzata solo alla fine, la nona divenne presto l'opera più eseguita durante occasioni solenni. Nel 1865 Theodore Eisfeld diresse il concerto di commemorazione del presidente Abramo Lincoln, recentemente assassinato, ma per una serie di circostanze (poi criticate dalla stampa newyorkese) la filarmonica omise l'ultimo movimento (l’inno alla gioia), considerato "inappropriato" per l'occasione.

### In competizione con un'altra orchestra, 1878
Leopold Damrosch, già primo violino di Franz Liszt a Weimar, diresse la New York Philharmonic durante la stagione 1876-1877, ma non avendo instaurato un buon rapporto col suo pubblico, nel 1878 la lasciò e fondò un'orchestra rivale, la Symphony Society of New York (che nel 1903 assunse il nome di New York Symphony Orchestra). Dopo la sua morte, nel 1885, suo figlio ventitreenne Walter Damrosch ne assunse la direzione, continuando la competizione con la vecchia filarmonica. Fu lui, colui che convinse l'industriale e filantropo Andrew Carnegie che New York aveva bisogno di una sala da concerto di prima livello, e il 5 maggio 1891 Walter Damrosch e il compositore russo Čajkovskij diressero il concerto inaugurale della nuova grande sala della città, che dopo alcuni anni fu rinominata Carnegie Hall, in onore del suo originario promotore e finanziatore.

### Il raggiungimento dell'eccellenza musicale, 1878-1900
Il tedesco di nascita e statunitense di formazione Theodore Thomas, che aveva guadagnato fama e successo dirigendo la sua personale orchestra (The Thomas Orchestra, in competizione con la New York Philharmonic stessa per più di un decennio), divenne direttore della New York Philharmonic alla fine del 1877 e la innalzò ad un livello di eccellenza. Nel 1891 Thomas lasciò New York per fondare la Chicago Symphony Orchestra, portando via con sé tredici musicisti della filarmonica.
Un altro celebrato direttore, Anton Seidl, succedette a Thomas sul podio della filarmonica, rimanendo sino al 1898. Seidl, che era stato assistente di Wagner, era un rinomato direttore delle opere di questo compositore; le romantiche interpretazioni di Seidl suscitarono sia ammirazione sia polemiche. Durante la sua gestione, la New York Philharmonic incontrò un periodo di successo e prosperità mai raggiunto sino a quel momento ed eseguì in prima mondiale la sinfonia n. 9 Dal Nuovo Mondo, scritta dal compositore boemo Antonín Dvořák proprio negli Stati Uniti. L'improvvisa morte di Seidl nel 1898 per intossicazione alimentare, all'età di quarantasette anni, suscitò grande impressione e costernazione. Ventimila persone si misero in fila per il suo funerale, alla Metropolitan Opera House, sulla 39ª strada, e Broadway e le strade furono intasate dalla sempre più crescente massa dei suoi ammiratori.

### Una nuova gestione societaria e l'arrivo di Mahler, 1909
Nel 1909, per assicurare stabilità finanziaria alla filarmonica, un gruppo di facoltosi newyorkesi guidati da due donne, Mary Seney Sheldon e Minnie Untermyer, costituirono il cosiddetto Guarantors Committee (comitato dei garanti) e cambiarono la struttura organizzativa dell'orchestra da cooperativa di musicisti a società amministrata aziendalmente. I garanti riuscirono ad assumere Gustav Mahler come direttore principale ed allargarono la stagione dagli iniziali diciotto concerti a cinquantaquattro, inclusa una tournée nel New England. La New York Philharmonic fu l'unica orchestra sinfonica nella quale Mahler fu direttore musicale senza la responsabilità della lirica, incarico che lo rese quindi libero di esplorare più profondamente il repertorio sinfonico. A New York, poté dirigere molte composizioni per la prima volta nella sua carriera e fece conoscere al pubblico statunitense le sue stesse composizioni. Sotto la direzione di Mahler, controversa figura di compositore e insieme direttore, la stagione sinfonica si ampliò, i salari dei musicisti furono garantiti, le finalità dell'organizzazione si allargarono: nacque insomma una vera orchestra del XX secolo.

### Un'età di fusioni e di traguardi raggiunti e superati, 1921
Nel 1921 la New York Philharmonic si fuse con la National Symphony e assunse l'autorevole direttore olandese Willem Mengelberg. Per nove anni, questi dominò la scena, sebbene anche altri grandi direttori (tra essi Bruno Walter, Wilhelm Furtwängler, Igor' Fëdorovič Stravinskij e Arturo Toscanini) avessero diretto almeno la metà di ogni stagione sinfonica. Durante questo periodo, la filarmonica fu una delle prime orchestre statunitensi a poter vantare cicli di concerti all'aperto, allorché cominciò a dare concerti estivi a basso prezzo nel Lewisohn Stadium, nella Manhattan alta. Nel 1924, i concerti per giovani e bambini (Young People's Concerts) divennero un vero e proprio ciclo regolare, sotto la direzione del pianista, direttore e compositore statunitense Ernest Schelling. Questi spettacoli divennero il prototipo dei concerti di questo tipo in giro per la nazione e crebbero, grazie all'alta richiesta, sino a quindici per stagione, verso la fine del decennio.
Il 1928 fu caratterizzato dall'ultima e più importante fusione: quella con gli antichi rivali della New York Symphony Society, nel frattempo diventati New York Symphony Orchestra. Quest'orchestra, nei suoi cinquant'anni di vita, era stata attiva e innovativa. Aveva fatto la sua prima tournée interna nel 1882, aveva introdotto concerti con valenza didattica per i giovani nel 1891, aveva tenuto a battesimo importanti composizioni, per esempio il Concerto in Fa di George Gershwin e Egdon Heath di Gustav Holst. La fusione di queste due ormai venerabili istituzioni consolidò straordinariamente le risorse economiche e musicali della nuova risultante filarmonica. Durante la prima seduta del comitato che organizzò tale fusione societaria, il presidente dell'assemblea, Clarence Mackay, espresse l'opinione che «con le forze delle due società ora unite [...] la Philharmonic-Symphony Society potrà diventare la più importante orchestra in questo paese, se non del mondo intero».

### Toscanini,The Maestro, 1930
Naturalmente, la fusione ebbe conseguenze per i musicisti di entrambe le orchestre. Winthrop Sargeant, violinista della Symphony Society e più tardi critico musicale per il The New Yorker, ricordò la fusione come «una sorta di operazione chirurgica, nella quale furono rimossi venti musicisti dalla New York Philharmonic e al loro posto fu innestata una piccola compagnia superstite di venti legionari della New York Symphony. Quest'operazione fu eseguita da Arturo Toscanini in persona, mentre cinquantanove strade si torcevano nel panico e nel rimpianto». Toscanini, che aveva diretto l'orchestra come ospite in numerose occasioni, divenne l'unico direttore e nel 1930 condusse la filarmonica in una tournée europea che le conferì immediata fama internazionale. Nello stesso anno ebbe inizio la radiodiffusione nazionale dei suoi concerti, che proseguì senza interruzione per trentotto anni. Leggenda vivente del suo tempo, Toscanini volle dimostrare di essere troppo bravo per essere sostituito, un tipo difficile da stargli dietro.

### Gli anni durante la guerra, 1940
Dopo un fallito tentativo di assumere il direttore tedesco Wilhelm Furtwängler, nel 1936 l'inglese John Barbirolli e il polacco Artur Rodziński furono chiamati a sostituire Toscanini. Nell'anno seguente, Barbirolli fu nominato direttore principale, posto che mantenne sino alla primavera del 1941. Nel 1943, Rodziński, che l'anno prima aveva diretto alla Carnegie Hall il concerto per il centenario della fondazione dell'orchestra, fu nominato direttore musicale. Era inoltre lui che dirigeva l'orchestra nella trasmissione radiofonica della domenica pomeriggio, quando i radioascoltatori di tutta l'America udirono l'annunciatore interrompere il concerto n. 2 di Brahms suonato da Arthur Rubinstein per dare la notizia dell'attacco di Pearl Harbor. Poco dopo che gli Stati Uniti furono entrati in guerra, Aaron Copland scrisse il Lincoln Portrait, richiesto dal direttore Andre Kostelanetz come tributo ed espressione del "glorioso spirito della nazione".

### L'era della lusinga televisiva, 1950
Leopold Stokowski e Dimitri Mitropoulos furono nominati entrambi direttori principali nel 1949 e Mitropoulos divenne direttore musicale nel 1951. Mitropoulos, noto per la sua strenua difesa dei compositori contemporanei e per le versioni concertistiche di opere poco eseguite, fu un pioniere nelle nuove vie d'espressione, introducendo esecuzioni dal vivo della filarmonica tra un film e l'altro al Roxy Theatre e portando il giornalista Edward R. Murrow e il pubblico dello show televisivo See it Now dietro le quinte dell'orchestra.

### L'era di Bernstein, 1958
Nel 1957 Mitropulos e Leonard Bernstein ricoprirono insieme il ruolo di direttore principale sino a che, durante la stagione, Bernstein fu nominato direttore musicale, diventando così il primo direttore statunitense sia di nascita e che di formazione a guidare la filarmonica. Bernstein, che aveva già fatto il suo debutto "da titoli a nove colonne" con la filarmonica nel 1943, fu direttore musicale per undici stagioni, epoca di crescita e cambiamenti significativi. Furono inaugurate due serie televisive della CBS: the Young People's Concerts e Leonard Bernstein and the New York Philharmonic. Il precedente programma, lanciato nel 1958, aveva già fatto la storia della televisione, ottenendo ogni possibile riconoscimento nel campo della televisione culturale.

### La musica contemporanea, 1962
Bernstein, per tutta la vita accanito sostenitore dei compositori contemporanei, avviò un grande progetto di commissioni di opere a compositori viventi, che sfociò in centonove nuovi pezzi per orchestra. Nel settembre del 1962 la filarmonica commissionò ad Aaron Copland un nuovo lavoro, Connotations for Orchestra, per il concerto inaugurale di una nuova grande struttura della città di New York, il Lincoln Center fort the Performing Arts. Lo spostamento presso il Lincoln Center portò ad un incremento dei concerti in primavera e in estate. Tra i numerosi cicli di concerti che ebbero luogo dopo il termine della stagione sinfonica ufficiale, si possono citare i festival francese-Americano e il festival in onore di Stravinskij (negli anni sessanta), i rug concerts di Pierre Boulez negli anni settanta e i Jacob Druckman's Horizon's Festivals negli anni ottanta.
Nel 1971 Pierre Boulez divenne il primo francese ad occupare il posto di direttore musicale della filarmonica. Gli anni di Boulez con l'orchestra furono notevoli per l'espansione del repertorio ed un innovativo approccio ai concerti, come i prospective encounters che esploravano nuove opere assieme al compositore stesso, che sul palco ne illustrava i dettagli. Durante la sua gestione, la filarmonica inaugurò nel 1976 la serie televisiva Live from Lincoln Center; l'orchestra continua tuttora ad apparire tra i vincitori di Emmy Award.

### Ambasciatori di musica all'estero
Zubin Mehta, uno dei più giovani tra i nuovi direttori di rilievo internazionale, divenne direttore musicale nel 1978. Durante tutta la sua carriera, Mehta ha mostrato un forte interesse per la diffusione della musica contemporanea, e durante la sua direzione della New York Philharmonic furono eseguite per la prima volta cinquantadue nuove composizioni. Nel 1980 l'orchestra fece una tournée europea, esattamente cinquant'anni dopo quella guidata da Toscanini, questa volta con Mehta sul podio.
Il 5 luglio 1986, durante le celebrazioni per il centenario della Statua della Libertà, la New York Philharmonic suonò al Central Park di New York davanti ad una folla di circa 800.000 persone, il più grande pubblico di musica classica di tutti i tempi.
Kurt Masur, che già aveva diretto la filarmonica abbastanza spesso sin dal suo debutto nel 1981, divenne direttore musicale nel 1991. Oltre ad aver portato l'orchestra a nuove vette di eccellenza musicale, note importanti della sua direzione sono state le serie di concerti gratuiti, i Memorial Day Concerts presso la cattedrale di St. John the Divine, e le tournée annuali all'estero, inclusa la prima sul suolo cinese. La sua gestione si concluse nel 2002 e fu nominato direttore musicale emerito della filarmonica.

### Il terzo secolo, 2000
Nel settembre 2002, sessant'anni dopo il suo debutto con l'orchestra nel Lewisohn Stadium, Lorin Maazel divenne direttore musicale della New York Philharmonic. Durante la prima settimana del suo mandato, diresse la prima mondiale di On the Transmigration of Souls del compositore John Adams, commissionata in memoria delle vittime degli attentati dell'11 settembre 2001. Come da tradizione, anch'egli continuò a stimolare il pubblico della filarmonica con l'esecuzione di musica moderna scritta per l'occasione, pur continuando naturalmente a presentare il repertorio classico. Il 18 dicembre 2004 la New York Philharmonic diede il suo concerto numero 14.000, una pietra miliare mai segnata da nessun'altra orchestra sinfonica del mondo, record entrato nel Guinness dei Primati. L'attuale direttore assistente è Xian Zhang. Maazel ha abbandonato la guida della Philharmonic alla fine della stagione 2008-2009, cedendo il testimone ad Alan Gilbert.

## Incisioni discografiche
La sterminata discografia della New York Philharmonic vanta quasi duemila titoli, editi dalle maggiori etichette di musica classica, tra cui Deutsche Grammophon, Decca Records, RCA, Sony Classical, Teldec. Nel 1997 ha fondato una propria casa discografica, la New York Philharmonic Special Editions e dallo stesso anno è la sola orchestra statunitense ad essere trasmessa regolarmente via cavo a diffusione nazionale.

## Lista dei direttori musicali
- Ureli Corelli Hill (1842 - 1847)
- Theodore Eisfeld (1848 - 1865)
- Carl Bergmann (1855 - 1876)
- Leopold Damrosch (1876 - 1877)
- Theodore Thomas (1877 - 1891)
- Anton Seidl (1891 - 1898)
- Emil Paur (1898 - 1902)
- Walter Damrosch (1902 - 1903)
- Wassily Safonoff (1906 - 1909)
- Gustav Mahler (1909 - 1911)
- Josef Stransky (1911 - 1923)
- Willem Mengelberg (1922 - 1930)
- Arturo Toscanini (1928 - 1936)
- John Barbirolli (1936 - 1941)
- Artur Rodziński (1943 - 1947)
- Bruno Walter (1947 - 1949) (consigliere musicale)
- Leopold Stokowski (1949 - 1950)
- Dimitri Mitropoulos (1949 - 1958)
- Leonard Bernstein (1958 - 1969) (anche direttore laureate, 1969-1990)
- George Szell (1969 - 1970) (consigliere musicale)
- Pierre Boulez (1971 - 1977)
- Zubin Mehta (1978 - 1991)
- Kurt Masur (1991 - 2002) (ora direttore emerito)
- Lorin Maazel (2002 - 2009)
- Alan Gilbert (2009 - 2017)
- Jaap van Zweden (2017 - )

## Premi e riconoscimenti
- Grammy Award per il miglior album per i bambini: 1962 e 1964
- Grammy Award per il miglior album di musica classica: 2005, 1991, 1974, 1965
- Grammy Award per la migliore esecuzione orchestrale: 2005, 1990, 1976, 1974
- Grammy Award per la migliore esecuzione corale: 1970
- Grammy Award per la migliore esecuzione vocale: 1963
- Grammy Award per la migliore esecuzione di un solista (con orchestra): 1982, 1979
- Grammy Award per l'incisione di musica classica di migliore qualità tecnica: 1982, 1974

## Fonti
- (EN)  Shanet, Howard - Philharmonic: A History of New York's Orchestra - 1975 - Garden City New York, Double Day And Company Inc
- (EN)  Erskine, John - The Philharmonic Society of New York: Its First Hunderd Years - 1943 - New York, The Macmillan Company
- (EN)  Lawrence, Vera Brodsky - Strong On Music: The New York Music Scene in The Days of George Templeton Strong VOL 1-3 - - 1988 - Chicago, The University of Chicago Press
- (EN)  Krehbiel, Henry Edward - The Philharmonic Society of New York: A Memorial - 1982 - New York and London, Novello Ewer and Co.
- (EN)  Huneker, James Gibbons - The Philharmonic Society of New York: And its 75th Anniversary, A Retrospect - 1917 - New York and London, Novello Ewer and Co.
- (EN)  Tommasini, Anthony, "The Philharmonic's Double Challenge". New York Times, June 11, 2006. (Accessibile solo ai sottoscrittori di TimesSelect.)